# Fj (ニュースグループ)
fj.*は広域配布されるネットニュースのニュースグループトップカテゴリのひとつである。主に日本の参加者が日本語で投稿している。
fjは以前に存在したニュースグループであるfa (From ARPA) にならってFrom Japan（日本から）を意味しておりfor Japanese （日本人向け）やFrom JUNETの略とするのは誤りである。ISO-2022-JPでエンコードされた日本語の記事が多く流れるが、fj.life.in-japan など日本語以外で日本人以外が多く発言するグループも存在する。
2007年3月1日、fjニュースグループ管理委員会委員の第13期委員の投票において、選任が有効となる50票以上の投票に達せず、同管理委員会が不在の状態となった。

## 運営
かつてはfjのニュースグループの新規作成、削除などの管理行為は、管理人と呼ばれる利用者からの信任を受けた個人が行っていたが、現在はNewsgroup Management Protocol (NGMP) という文書に基づき、利用者からの投票で信任を受けたfjニュースグループ管理委員会によって行われる。
委員会はグループの改廃などには携わるが、グループへのspamに対する個々の記事へのキャンセル等は原則として行わない。

## 歴史
日本ではじめての広域配布ニュースグループカテゴリであり、当初はfj.*の購読はJUNETへの参加とほぼ同義であった。また、日本におけるJUNETおよび初期のインターネットコミュニティにおける主要な知識交換手段であった。
しかし、新しいトップカテゴリjapan.*の創設、インターネットの一般市民への急速な普及、電子掲示板などのWeb上でのコミュニケーションの発達などを経て、fjは知識交換の唯一の手段ではなくなり、また従来のfjのスタイルを知らないユーザーが多く流入してきたことで投稿記事の内容は大きく変化していった。しばらくの間は多くの商用プロバイダがネットニュースサービスを提供していたが、次第にサービス停止する会社が増え、大学などで運用されていたサーバも相次いで休止していった 。このようなことから、2010年ごろにはfjはほぼ利用されなくなっていた（ネットニュース#日本での状況も参照）。しかし、現在でもGoogle Groups経由で読み書きが可能である（URLはhttps://groups.google.com/g/+ニュースグループ名）。 412のニュースグループが存在し、その取り扱う分野は多岐にわたる。
2022年2月22日をもってGoogle Groupsからの新規投稿はできなくなった。既存のコンテンツへの閲覧は可能である。

## 特徴
JUNETからの伝統により、営利目的の投稿は歓迎されない。学術ネットワークから出発したことから、他のニュースグループに比べ、非匿名性、議論の論理性などを強く主張する参加者が多い。基本的には所属と本名を明らかにすることが推奨され、最低でも、到達可能なメールアドレスを明記することが求められた。
その結果、学術論文をベースにした優れた議論も行われる一方、利用者にとってはある種の閉鎖性を感じることもあった。特にパソコン通信からネットニュースが利用できるようになり、またMicrosoft Windowsなどの各種パーソナルコンピュータ用OSがインターネット接続機能を標準搭載した1995年頃には、fj.*にあった流儀や文化、用語などを知らずにパソコン通信などの流儀がそのまま通じるものとしてfj.*を利用しようとした新規参加者とそれ以前からの利用者との間でかなりの軋轢があった。一例として、所属組織と実名の表示が慣習であったfjにおいては、ハンドルを使用し実名を表示しない参加者の扱いが、特に意思決定における投票をめぐって問題となった。また、細かな流儀の違いとして、技術用語を正確に用いることを尊ぶfjの文化においては記事に対するフォローやリプライをパソコン通信（及び現在のWeb-BBS一般）での流儀で「レス」と呼ぶ参加者は反発を招き、しばしば従来からのfj.*利用者が「レスって何ですか?」と返答することがみかけられた。また、ある投稿者やその所属に対する個人攻撃などの問題も発生した。このことは有志により作成された利用の手引きであり、のちに書籍化された『fjの歩き方』という一連の文章を生む元となった。
「イソターネット」「マノレチメディア」などという用語が現れたのもこの頃である。それぞれ「インターネット」「マルチメディア」のことだが、当時の社会の取り上げ方と本来あるべきそれらの姿との乖離に対する自嘲、嘲笑、侮蔑、もしくはその状況をネタとして楽しむといった文脈で用いられた。
また、JUNETが国立大学や研究機関から始まった学術ネットワークであったこともあり、職場のLAN（経由のインターネット接続）を通じた投稿ではなく個人が契約したISPを通じた投稿が行われるようになった後でも、特に趣味に関するニュースグループの存在等について、「国のカネを使った学術ネットワークで、自分達の趣味の話題や卑小な論争を流通させることは正当なのだろうか」と問題になることもあった。営利目的での投稿や匿名投稿が糾弾された原因の一つがこれであり、後に新たなトップカテゴリjapan.*が作られた理由の一つでもある。